# Постишев Павло Петрович
Павло́ Петро́вич По́стишев (у пресі також Постишов, партійний псевдонім — Єрма́к; 6 [18] вересня 1887, Іваново-Вознесенськ, Владимирська губернія, Російська імперія — розстріляний 26 лютого 1939, Московська область, РРФСР, СРСР) — російський революціонер, державний та військовий діяч Далекосхідної Республіки, радянський партійний і державний діяч, партійний пропагандист, один з головних організаторів Голодомору 1932–1933 років в Україні, сталінських репресій, розгрому українського національного відродження, церковної архітектури й політики українізації. Активний прихильник репресивної політики та ліквідації ворогів народу. Ініціатор створення радянського свята "Новий рік" замість Різдва Христового в 1935.
Член Центральної Контрольної Комісії КП(б)У в травні 1924 — грудні 1925 року. Член ЦК КП(б)У в грудні 1925 — травні 1937 року. Кандидат у члени Політбюро ЦК КП(б)У з 12 грудня 1925 по 24 листопада 1926 року. Член Політбюро ЦК КП(б)У та Організаційного бюро ЦК КП(б)У з 24 листопада 1926 по 22 липня 1930 та з 29 січня 1933 по 17 березня 1937 року.
Кандидат у члени ЦК ВКП(б) в грудні 1925 — грудні 1927 року. Член ЦК ВКП(б) в грудні 1927 — лютому 1938 року. Член Організаційного бюроо ЦК ВКП(б) з 13 липня 1930 по 26 січня 1934 року. Кандидат у члени Політбюро ЦК ВКП(б) з 10 лютого 1934 по 14 січня 1938 року.
Член ВЦВК, ВУЦВК та ЦВК СРСР. Депутат Верховної Ради СРСР 1-го скликання.

## Біографія

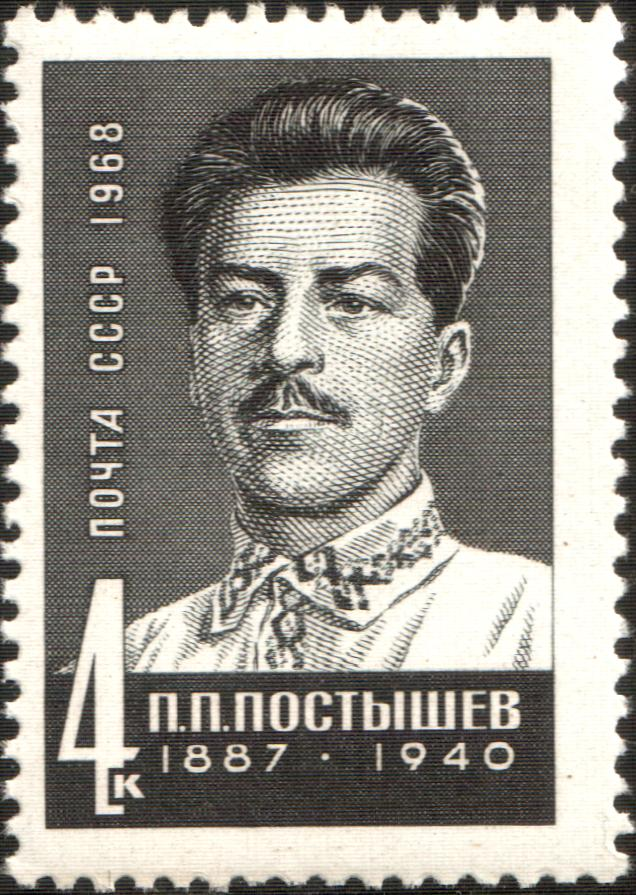
Поштова марка СРСР, присвячена П. П. Постишеву (дата смерті зазначена невірно), 1968 (Каталог ЦФА 3667, Скотт 3514)

Народився у Іваново-Вознесенську (тепер — Іваново, Росія) в родині ткача. Навчався у початковій школі в Іваново-Вознесенську, яку не закінчив. У 1899–1908 роках — робітник текстильних підприємств, а у 1906–1908 роках — одночасно член правління профспілки ситцевибійників у Іваново-Вознесенську.
З 1901 року брав участь у революційному русі, з 1904 року — член РСДРП(б).
У 1905–1908 роках — більшовицький партійний функціонер в Івано-Вознесенську. 1908 року заарештований і засуджений до каторги, з 1912 року — на поселенні в селі Усть-Уда Іркутській губернії, потім у місті Іркутську. У 1914–1917 роках — член нелегального Іркутського бюро РСДРП(б).
У 1917–1918 роках — товариш (заступник) голови Іркутської ради, член Іркутського військово-революційного комітету, голова Центрального Іркутського бюро профспілок, голова революційного трибуналу, голова Іркутського комітету РСДРП(б). У 1918–1920 роках — один з керівників більшовицького партизанского руху на Далекому Сході. У 1919—1920 роках — комісар 1-го Тунгуського партизанського загону імені І. Шевчука в Приморській області. У 1919 році працював головою Тунгуської волосної ради Приморської області.
У 1920 році — представник ЦВК Рад Сибіру при Раді міністрів Далекосхідної Республіки, комісар юстиції, уповноважений ЦК РКП(б) по Хабаровському району в місті Хабаровську. З квітня 1920 року — комісар Східного фронту, уповноважений ЦК РКП(б) по Приамурській області, начальник політичного відділу дивізії Народно-революційної армії на Далекому Сході. 24 листопада 1920 — 1 травня 1921 року — член Революційної військової ради (РВР) 2-ї Амурської армії Далекосхідної республіки. З серпня по жовтень 1921 року — емісар Уряду Далекосхідної Республіки в Прибайкальській області. З жовтня 1921 по 1922 рік — емісар Уряду Далекосхідної Республіки в Приамурській області. У жовтні — грудні 1921 року — член РВР Приамурского військового округу. 18 грудня 1921 — 2 травня 1922 року — член РВР Східного фронту Далекосхідної Республіки. З квітня по листопад 1922 року — емісар Уряду Далекосхідної Республіки в Прибайкальській області в місті Верхньоудинську.
7 листопада 1922 — 13 липня 1923 року — голова Прибайкальского губернського революційного комітету. У липні — серпні 1923 року — голова виконавчого комітету Прибайкальської губернської ради.
У вересні 1923 року направлений ЦК РКП(б) в Україну. У листопаді 1923 — квітні 1924 року — інструктор і завідувач організаційного відділу Київського губернського комітету КП(б)У. У квітні — листопаді 1924 року — голова Київської губернської контрольної комісії КП(б)У — робітничо-селянської інспекції (РСІ).
З 13 листопада 1924 по 1925 рік — відповідальний секретар Київського губернського комітету КП(б)У. У 1925 — листопаді 1926 року — відповідальний секретар Київського окружного комітету КП(б)У.
У листопаді 1926 — 17 липня 1930 року — відповідальний секретар Харківського окружного комітету КП(б)У і одночасно, з 24 листопада 1926 по 22 липня 1930 року — секретар ЦК КП(б)У.
З 13 липня 1930 до 26 січня 1934 року — секретар ЦК ВКП(б) у Москві. Одночасно, у липні 1930 — січні 1933 року — завідувач відділу агітації і пропаганди ЦК ВКП(б), завідувач організаційно-інструкторського відділу ЦК ВКП(б) (у 1932—1933 роках).

## Робота в Україні
На початку 1933 року ЦК ВКП(б) видав постанову, в якій засуджувалась діяльність української парторганізації через невиконання плану хлібозаготівель. Ця постанова викликала кадрові зміни в партійній організації, найсуттєвішою з них було призначення в січні 1933 року Павла Постишева другим секретарем ЦК КП(б)У. 29 січня 1933 — 17 березня 1937 року — 2-й секретар ЦК КП(б)У, член Політичного бюро та Організаційного бюро ЦК КП(б)У.
Одночасно, 29 січня 1933 — 5 червня 1934 року — 1-й секретар Харківського обласного комітету КП(б)У, а 10 червня 1934 — 16 січня 1937 року — 1-й секретар Київського обласного комітету КП(б)У.
Був в Україні завзятим провідником політики ВКП(б), за що період його керівництва отримав назву «постишевщина».
Виступав провідником ідеї загострення класової боротьби, заохочував репресивну політику, вів боротьбу з «шкідництвом» і «саботажництвом». Постишев за безпосередньою вказівкою Йосипа Сталіна розгромив українське національне відродження, політику українізації, очолив політичну кампанію проти Миколи Скрипника, що привела до його самогубства.
|  | Але марно намагається і тепер ще ворог сховатися за спину тов. Скрипника. Тепер сам тов. Скрипник тре свою спину жорсткою мочалкою, але не особливо сильно натискає, доведеться допомогти йому напевно (сміх, оплески). З промови Павла Постишева на об'єднаному пленумі Харківського обкому і облвиконкому 14 червня 1933 р. |

### Роль в Голодоморі 1932-1933
Постишев виступав за застосування репресивних методів при проведенні колективізації і виконання плану хлібозаготівель в Україні, за боротьбу зі «шкідниками» і «націоналістичною контреволюцією». Постишев був одним з найголовніших організаторів Голодомору 1932–1933 років в Україні.

### Антицерковна діяльність

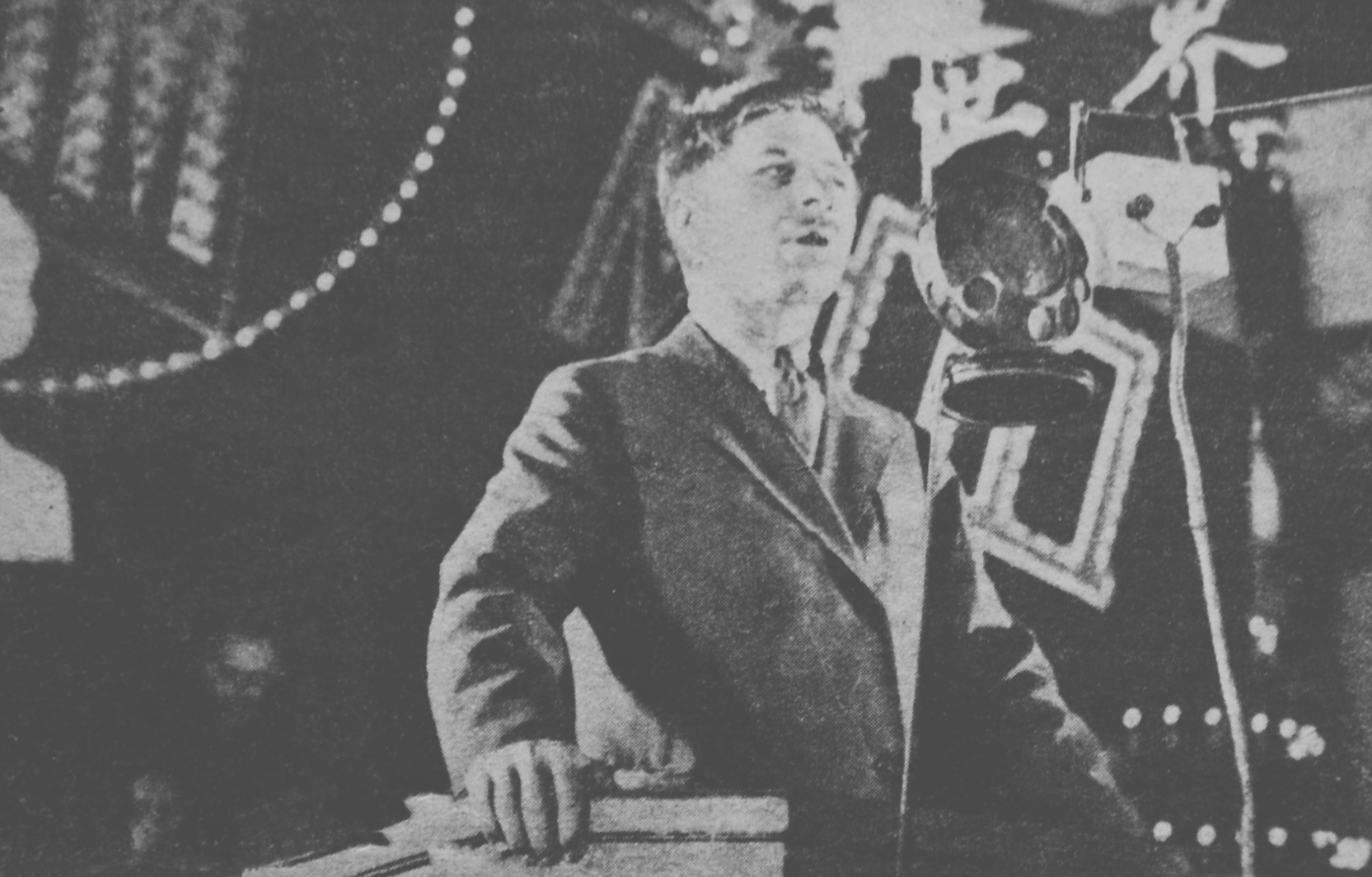
Павло Постишев виступає в Будинку Союзів 5 вересня 1931 року.

1934 року перший секретар Київського обкому ВКП(б) Павло Постишев, виступаючи на пленарних зборах Київської міської ради, відверто заявив, що треба раз і назавжди знести з лиця землі увесь цей «історичний мотлох, який своїм існуванням живить коріння українського буржуазного націоналізму». За свідченням очевидця тих зборів, Постишев видав наказ про негайне зруйнування Золотоверхого Михайлівського монастиря та інших історичних будов Києва, зокрема мазепинських церков на Подолі і Печерську. Микільський собор, його дзвіницю і монастирську браму було зруйновано 1934 року. Руйнування мусило бути, за законами Радянської України, проведене за згодою Народного комісара освіти старого більшовика і недавно обраного дійсного члена Всеукраїнської академії наук Володимира Затонського.
«Натхненник» знесення пам'яток церковної архітектури в Україні. Водночас — лобіст широкого відзначення цивільного Нового року та впровадження у святкування так званої «новорічної ялинки», яка стала невідмінним атрибутом комуністичних новорічних свят.

## Заслання та страта
17 березня 1937 року звільнений від обов'язків 2-го секретаря ЦК КП(б)У. 18 березня — 7 червня 1937 року — в.о. 1-го секретаря Куйбишевського обласного комітету ВКП(б). 14 червня 1937 — 31 січня 1938 року — 1-й секретар Куйбишевського обласного комітету ВКП(б).
16 лютого 1938 року виключений з ВКП(б). У ніч на 22 лютого 1938 року Павла Постишева разом із дружиною було заарештовано у справі Станіслава Косіора. 9 квітня 1938 року Постишев пише заяву на ім'я наркома внутрішніх справ Миколи Єжова, у якій запевняв, що має «намір дати органам слідства відверті свідчення про контрреволюційну діяльність проти партії та Радянської влади, яку я проводив протягом кількох років».
Слідство констатувало, що
|  | Постишев П. П. упродовж кількох років був членом центру правотроцькістської організації в Україні. У проведенні ворожої роботи був зв'язаний з Косіором, Чубарем, Балицьким, Якіром, Ашрафяном, Вегером, Косарєвим та іншими. Брав активну участь в організації та керівництві диверсійно-шкідницької роботи в Україні. З 1920 р. був агентом японської розвідки, яку постачав найважливішими шпигунськими відомостями по Радянському Союзу. |

Як «японського шпигуна» та «правого троцькіста» Постишева було розстріляно 26 лютого 1939 року в той же день що і Станіслава Косіора та Власа Чубаря. Похований в Москві на Донському цвинтарі.
1 червня 1955 року рішенням Військової колегії Верховного Суду СРСР повністю реабілітований, 16 липня 1955 року поновлений в КПРС. Цьому немало сприяла симпатія до Постишева з боку Микити Хрущова: той кілька разів відгукнувся про нього позитивно в Доповіді на XX з'їзді КПРС як про «чесного, принципового більшовика».
13 січня 2010 року Апеляційний суд міста Києва, здійснивши попередній розгляд кримінальної справи № 1-33/2010, порушеної Службою безпеки України за фактом вчинення геноциду в Україні в 1932–1933 роках за ознаками злочину, передбаченого ч. 1 ст. 442 КК України, відносно генерального секретаря Центрального комітету ВКП(б) Йосипа Сталіна (Джугашвілі), члена ЦК ВКП(б), голови Ради Народних Комісарів СРСР В'ячеслава Молотова (Скрябіна), секретарів ЦК ВКП(б) Лазаря Кагановича та Павла Постишева, члена ЦК ВКП(б), генерального секретаря ЦК КП(б)У Станіслава Косіора, члена ЦК ВКП(б), голови Ради народних комісарів УРСР Власа Чубаря та члена ЦК ВКП(б), другого секретаря ЦК КП(б)У Менделя Хатаєвича, постановив закрити кримінальну справу у зв'язку зі смертю обвинувачених:
«Підстав для реабілітації Постишева Павла Петровича немає»..

### Родина
Перша дружина — Анастасія Миколаївна Коновалова, революціонерка. Після лютневої революції залишилась в Усть-Уді, а батько забрав дитину.
Син — Валентин (1916 р.н. — розстріляний 16 серпня 1938).
Друга дружина — Тетяна Семенівна Постоловська. Учителька, працювала в партійному підпіллі і партизанському русі на Далекому Сході. В 1917 познайомилась з Постишевим та одружилась з ним в 1920. Заарештована та розстріляна разом зі своїм чоловіком 26 лютого 1939 р.
Сини — Леонід та Володимир (репресовані радянською владою, реабілітовані в 1950-х).

## Нагороди
- Орден Леніна (20.12.1935)
- Орден Червоного Прапора